# Contea di Kailu
La contea di Kailu (开鲁县S, Kāilǔ XiànP) è una contea della Cina, appartenente alla regione autonoma della Mongolia Interna e amministrata dalla prefettura di Tongliao.